# NGC 5609
NGC 5609 (другое обозначение — PGC 3088538) — галактика в созвездии Волопас.
Этот объект входит в число перечисленных в оригинальной редакции «Нового общего каталога».

## Открытие
Галактика была открыта 1 марта 1851 года ирландским инженером Биндоном Бладом Стоуни. 
Открытие произошло во время работы Стоуни ассистентом у Уильяма Парсонса, в период между 1850 и 1852 годами. Для наблюдений использовался 72-дюймовый телескоп «Левиафан».
NGC 5609 была обнаружена в ходе наблюдения Стоуни галактики NGC 5614, при изучении которой на предмет спиральной структуры и разрешения на отдельные звёзды астроном нашёл три слабые туманности: NGC 5609, NGC 5613 и NGC 5615. Стоуни зарисовал область неба с новыми объектами и зафиксировал их расположение относительно NGC 5614.

## Расстояние
После того, как в 2023 году было получено уточнённое значение красного смещения галактики NGC 1262, находящаяся от нас на расстоянии 1,32 млрд световых лет NGC 5609 оказалась самой удалённой от Земли галактикой из включённых в «Новый общий каталог».